# Stevardesa
Stevard/stevardesa je poklic na letalu. Naloga stevardes je zagotovitev udobnega leta letala ter dobro počutje osebja in potnikov. 